# Robert Cimera
Robert Cimera (Vienna, 17 settembre 1887 – ...) è stato un calciatore austriaco, di ruolo difensore.

## Carriera

### Nazionale
Ha collezionato 10 presenze con la propria Nazionale.

## Palmarès
- Campionato austriaco: 1

Rapid Vienna:1915-1916